# Capitán Bermúdez
Capitán Bermúdez – miasto w Argentynie, położone w południowej części prowincji Santa Fe, nad rzeką Parana.

## Opis
Miejscowość została założona 1889 roku, obecnie wchodzi w skład aglomeracji Rosario. Przez Capitán Bermúdez przebiega autostrada AP01 Rosario-Santa Fe i linia kolejowa. Miasto jest ośrodkiem przemysłu papierniczego i porcelanowego Znajduje się tu ciekawa atrakcja turystyczna jaką jest Acuario Shalon (akwarium).